# Anna Karina
Anna Karina (születési neve: Hanna Karin Blarke Bayer) (Koppenhága, Dánia, 1940. szeptember 22. – Párizs, 2019. december 14.) dán–francia modell, színésznő, filmrendező. 
1961–1967 között Jean-Luc Godard rendező felesége volt, akinek számos filmjében szerepelt.

## Fiatalkora és családja
Egyéves kora előtt édesapja elhagyta családját, Anna anyai nagyszüleihez került, ahol négyéves koráig maradt. A következő négy évet egy gyermekotthonban töltötte, majd visszatért édesanyjához. Ezt az időszakot rettenetesnek élte meg, csak arra vágyott, hogy szeressék, többször megkísérelt elszökni otthonról.

## Pályafutása
Karrierjét Dániában kezdte, ahol kabarékban énekelt, dolgozott modellként, reklámokban szerepelt. 14 évesen megjelent egy olyan dán rövid filmben, ami később díjat nyert Cannes-ban. Táncot és festészetet tanult, és egy ideig festményeinek eladásából élt.
1958-ban, 17 évesen Párizsba költözött, ahol találkozott Pierre Cardinnel és Coco Chanellel. Modell karrierje csúcsán figyelt fel rá Jean-Luc Godard. Filmvásznon első ízben Guy Debord Sur le passage de quelques personnes à travers une assez courte unité de temps című dokumentarista kisfilmjében tűnt fel. Godard életrajzírója, Colin Macabe szerint, Godard a bemutatkozó játékfilmjének szereplőválogatása közepén látta meg Annát a Palmolive cég reklámfilmjeiben. Godard egy fontos szerepet ajánlott neki a filmben, de a meztelen jelenetek miatt ő visszautasította. Ez a szerep később nem jelent meg a filmben.
1961-ben Az asszony, az asszony című filmjéért megkapta Berlini Nemzetközi Filmfesztivál díját, de filmes karrierje nem csupán Godard filmjeire korlátozódott. Ebben az évben feleségül ment Jean-Luc Godard-hoz.
A színészet mellett énekléssel is foglalkozott, az 1960-as évek elején Serge Gainsbourg Sous le soleil exactement és a Roller Girl című dalaival aratott nagy sikereket. Ezután felvett egy albumot, majd hangversenykörútra ment.
A Victoria című road movie írója, rendezője és főszereplője volt. 2007-ben filmezett Montréalban, Québecben és Saguenay–Lac-St-Jeanban.

## Magánélete
1965-ben elvált Godard-tól, ezután még háromszor ment férjhez. Második férjével, Pierre Fabre színész-forgatókönyvíróval 1968–1973, a harmadikkal, Daniel Duval színész-rendezővel 1978–1981, a negyedikkel, Dennis Berry rendező-forgatókönyvíróval 1982–1994 között élt.

## Halála
2019. december 14-én, 79 évesen hunyt el egy párizsi kórházban. 

## Filmográfia

### Film
| Év   | Magyar cím                      | Eredeti cím                                       | Szerep                                   | Magyar hang     | Rendező                  |
| ---- | ------------------------------- | ------------------------------------------------- | ---------------------------------------- | --------------- | ------------------------ |
| 1961 |                                 | Ce soir ou jamais                                 | Valérie                                  |                 | Michel Deville (1.)      |
| 1961 | Az asszony, az asszony          | Une Femme Est Une Femme                           | Angela                                   | Hegyi Barbara   | Jean-Luc Godard (1.)     |
| 1962 | Cléo 5-től 7-ig                 | Cléo de 5 á 7                                     | Anna                                     |                 | Agnès Varda              |
| 1962 |                                 | She'll Have to Go                                 | Toni                                     |                 | Robert Asher             |
| 1962 |                                 | Le Soleil dans l'oeil                             | Dagmar                                   |                 | Jacques Bourdon          |
| 1962 | Éli az életét – tizenkét képben | Vivre sa vie: Film en douze tableaux              | Nana Kleinfrankenheim                    | Kiss Erika      | Jean-Luc Godard (2.)     |
| 1962 | Éli az életét – tizenkét képben | Vivre sa vie: Film en douze tableaux              | Nana Kleinfrankenheim                    | Gubás Gabi      | Jean-Luc Godard (2.)     |
| 1962 |                                 | Three Fables of Love                              | Colombe                                  |                 | Hervé Bromberger         |
| 1963 | A kis katona                    | Le petit soldat                                   | Veronica                                 | Rudolf Teréz    | Jean-Luc Godard (3.)     |
| 1963 | A kis katona                    | Le petit soldat                                   | Veronica                                 | Hegyi Barbara   | Jean-Luc Godard (3.)     |
| 1963 |                                 | Shéhérazade                                       | Shéhérazade                              |                 | Pierre Gaspard-Huit      |
| 1963 |                                 | Dragées au poivre                                 | La pauvre Ginette                        |                 | Jacques Baratier         |
| 1964 | Külön banda                     | Bande á part                                      | Odile                                    |                 | Jean-Luc Godard (4.)     |
| 1964 | Körbe körbe (A kör)             | La ronde                                          | Rose                                     | Faluhelyi Magda | Roger Vadim              |
| 1964 | Körbe körbe (A kör)             | La ronde                                          | Rose                                     | Kiss Erika      | Roger Vadim              |
| 1964 |                                 | De l'amour                                        | Hélène                                   |                 | Jean Aurel (1.)          |
| 1965 |                                 | Le voleur du Tibidabo                             | Maria                                    |                 | Maurice Ronet            |
| 1965 | Alphaville                      | Alphaville, une étrange aventure de Lemmy Caution | Natasa                                   | Káldi Nóra      | Jean-Luc Godard (5.)     |
| 1965 | Katonalányok                    | Le Soldatesse                                     | Elenitza Karaboris                       |                 | Valerio Zurlini          |
| 1965 | Férj készpénzért                | Un mari à un prix fixe                            | Béatrice Reinhoff                        | Andresz Kati    | Claude de Givray         |
| 1965 | Bolond Pierrot                  | Pierrot le fou                                    | Marianne                                 | Kiss Erika      | Jean-Luc Godard (6.)     |
| 1966 | Az apáca                        | La religieuse                                     | Suzanne                                  | Földi Teri      | Jacques Rivette (1.)     |
| 1966 |                                 | Made in U.S.A.                                    | Paula Nelson                             |                 | Jean-Luc Godard (7.)     |
| 1967 |                                 | Zärtliche Haie                                    | Elena / Costa                            |                 | Michel Deville (2.)      |
| 1967 |                                 | Le Plus Vieux Métier du monde                     | Natasha / Eleanor Romeovich, Hostess 703 |                 | Jean-Luc Godard (8.)     |
| 1967 |                                 | Lamiel                                            | Lamiel                                   |                 | Jean Aurel (2.)          |
| 1967 | Közöny                          | Lo straniero                                      | Marie Cardona                            | Kovács Nóra     | Luchino Visconti         |
| 1968 | A mágus                         | The Magus                                         | Anne                                     |                 | Guy Green                |
| 1969 |                                 | Before Winter Comes                               | Maria                                    |                 | J. Lee Thompson          |
| 1969 | Kohlhaas Mihály                 | Michael Kohlhaas - der Rebell                     | Elisabeth Kohlhaas                       |                 | Volker Schlöndorff       |
| 1969 |                                 | Laughter in the Dark                              | Margot                                   |                 | Tony Richardson          |
| 1969 | Justine                         | Justine                                           | Melissa                                  |                 | George Cukor             |
| 1969 | Justine                         | Justine                                           | Melissa                                  | Joseph Strick   |                          |
| 1970 |                                 | Le Temps de mourir                                | névtelen nő                              |                 | André Farwagi            |
| 1970 |                                 | L'Alliance                                        | Jeanne                                   |                 | Christian de Chalonge    |
| 1971 | Találkozó Brayban               | Rendez-vous à Bray                                | Elle                                     |                 | André Delvaux (1.)       |
| 1972 |                                 | The Salzburg Connection                           | Anna Bryant                              |                 | Lee H. Katzin            |
| 1973 |                                 | Vivre ensemble                                    | Julie Anderson                           |                 | Anna Karina (1.)         |
| 1974 | Keserű csokoládé                | Pane e cioccolata                                 | Elena                                    | Almási Éva      | Franco Brusati           |
| 1974 |                                 | L'invenzione di Morel                             | Faustine                                 |                 | Emidio Greco             |
| 1976 |                                 | L'Assassin musicien                               | Louise                                   |                 | Benoît Jacquot           |
| 1976 | A tojásrántotta                 | Les Oeufs brouillés                               | Clara Dutilleul                          | Földi Teri      | Joël Santoni             |
| 1976 | Kínai rulett                    | Chinesisches Roulette                             | Irene Cartis                             | Szalay Kriszta  | Rainer Werner Fassbinder |
| 1978 |                                 | Chaussette surprise                               | Nathalie                                 |                 | Jean-François Davy       |
| 1978 | Olyan mint otthon               | Olyan mint otthon                                 | Anna                                     | Tímár Éva       | Mészáros Márta           |
| 1978 |                                 | Ausgerechnet Bananen                              | Natascha                                 |                 | Ulli Lommel              |
| 1979 |                                 | Historien om en moder                             | Christine Olsen                          |                 | Claus Weeke              |
| 1980 |                                 | Charlotte, dis à ta mère que je l'aime            | Stéphane                                 |                 | Aly Borgini              |
| 1983 | Vincent barátja                 | L'ami de Vincent                                  | Eleonore                                 |                 | Pierre Granier-Deferre   |
| 1984 |                                 | Ave Maria                                         | Berthe Granjeux                          |                 | Jacques Richard          |
| 1985 | Kincses sziget                  | L'île au trésor                                   | anya                                     |                 | Raoul Ruiz               |
| 1987 |                                 | Last Song                                         | Susan                                    |                 | Dennis Berry             |
| 1987 | Utolsó nyár Tangerben           | Dernier été à Tanger                              | Myrrha                                   | Vasvári Emese   | Alexandre Arcady         |
| 1987 |                                 | Cayenne Palace                                    | Lola                                     |                 | Alain Maline             |
| 1988 | Opus nigrum                     | L'oeuvre au noir                                  | Catherine                                | Szabó Éva       | André Delvaux (2.)       |
| 1990 |                                 | Manden der ville være skyldig                     | Edith                                    |                 | Ole Roos                 |
| 1995 |                                 | Haut bas fragile                                  | Sarah                                    |                 | Jacques Rivette (2.)     |
| 2002 | Charlie kettős élete            | The Truth About Charlie                           | Karina                                   |                 | Jonathan Demme           |
| 2003 | César vagyok                    | Moi César, 10 ans ½, 1m39                         | Gloria                                   | Richard Berry   |                          |
| 2008 |                                 | Victoria                                          | Victoria                                 |                 | Anna Karina (2.)         |